# Eero Hirvonen
Eero Hirvonen (Laukaa, 30 januari 1996) is een Finse noordsecombinatieskiër. Hij vertegenwoordigde zijn vaderland op de Olympische Winterspelen 2018 in Pyeongchang.

## Carrière
Hirvonen maakte zijn wereldbekerdebuut in maart 2015 in Lahti. In februari 2016 scoorde de Fin in Lahti zijn eerste wereldbekerpunten. In december 2016 behaalde hij in Kuusamo zijn eerste toptienklassering in een wereldbekerwedstrijd. In januari 2017 stond Hirvonen in Lahti voor de eerste maal in zijn carrière op het podium van een wereldbekerwedstrijd. Op de wereldkampioenschappen noordse combinatie 2017 in Lahti eindigde de Fin als negende op de normale schans en als 21e op de grote schans. In de landenwedstrijd eindigde hij samen met Leevi Mutru, Ilkka Herola en Hannu Manninen op de vijfde plaats, samen met Ilkka Herola eindigde hij als zevende op het onderdeel teamsprint. Tijdens de Olympische Winterspelen van 2018 in Pyeongchang eindigde hij als zesde op zowel de normale als de grote schans. Samen met Leevi Mutru, Ilkka Herola en Hannu Manninen eindigde hij als zesde in de landenwedstrijd.
In Seefeld nam Hirvonen deel aan de wereldkampioenschappen noordse combinatie 2019. Op dit toernooi eindigde hij als twintigste op de grote schans. In de landenwedstrijd eindigde hij samen met Arttu Mäkiaho, Leevi Mutru en Ilkka Herola op de vijfde plaats, samen met Ilkka Herola eindigde hij als zevende op de teamsprint.

## Resultaten

### Olympische Spelen
| Jaar | Plaats      | Resultaten                              |
| ---- | ----------- | --------------------------------------- |
| 2018 | Pyeongchang | 6e Gundersen NH 6e Gundersen LH 6e Team |

### Wereldkampioenschappen
| Jaar | Plaats  | Resultaten                                             |
| ---- | ------- | ------------------------------------------------------ |
| 2017 | Lahti   | 9e Gundersen NH 21e Gundersen LH 5e Team 7e Teamsprint |
| 2019 | Seefeld | 20e Gundersen LH 5e Team 7e Teamsprint                 |

### Wereldbeker
Eindklasseringen
| Seizoen   | Plaats |
| --------- | ------ |
| 2015/2016 | 56e    |
| 2016/2017 | 8e     |
| 2017/2018 | 6e     |
| 2018/2019 | 24e    |
| 2019/2020 | 36e    |